# Tagebücher des Hendrik Witbooi
Die Tagebücher des Hendrik Witbooi sind eine Sammlung von Tagebüchern, die Hendrik Witbooi, ein Stammesführer im ehemaligen Deutsch-Südwestafrika, dem heutigen Namibia, schreiben ließ. Sie wurden 2005 von der UNESCO in das Weltdokumentenerbe aufgenommen.

## Hintergrund
Hendrik Witbooi (geboren um 1835, gestorben 1905) wurde 1888 zum Kaptein der im damaligen Deutsch-Südwestafrika lebenden und zu den Orlam zählenden Gruppe der Witbooi ernannt und entwickelte sich zu einer der Schlüsselfiguren in der namibischen Geschichte. Nachdem Namibia 1990 seine staatliche Unabhängigkeit erlangt hatte, wurde er zum Nationalhelden ausgerufen.
Neben Auseinandersetzungen mit anderen afrikanischen Stämmen widersetzte sich Witbooi den Bemühungen der Kolonialbehörden von Deutsch-Südwestafrika, die Einheimischen durch Abschluss von „Schutzverträgen“ in die Abhängigkeit zu treiben, und versuchte, eine gemeinsame Front dagegen zu bilden. Nach einer Niederlage gegen die Schutztruppe für Deutsch-Südwestafrika wurde er jedoch 1894 gezwungen, selber einen solchen Schutzvertrag abzuschließen. Seinen vertraglichen Verpflichtungen entsprechend beteiligte er sich 1904 zunächst an der Niederschlagung des Aufstands der Herero. Wegen des unmenschlichen Vorgehens des Generalleutnants von Trotha kündigte Witbooi jedoch den Schutzvertrag und rief zum allgemeinen Aufstand auf. Bei einem Kampf gegen die deutschen Truppen wurde er 1905 verwundet und starb später an den Folgen der Schussverletzung.

## Geschichte

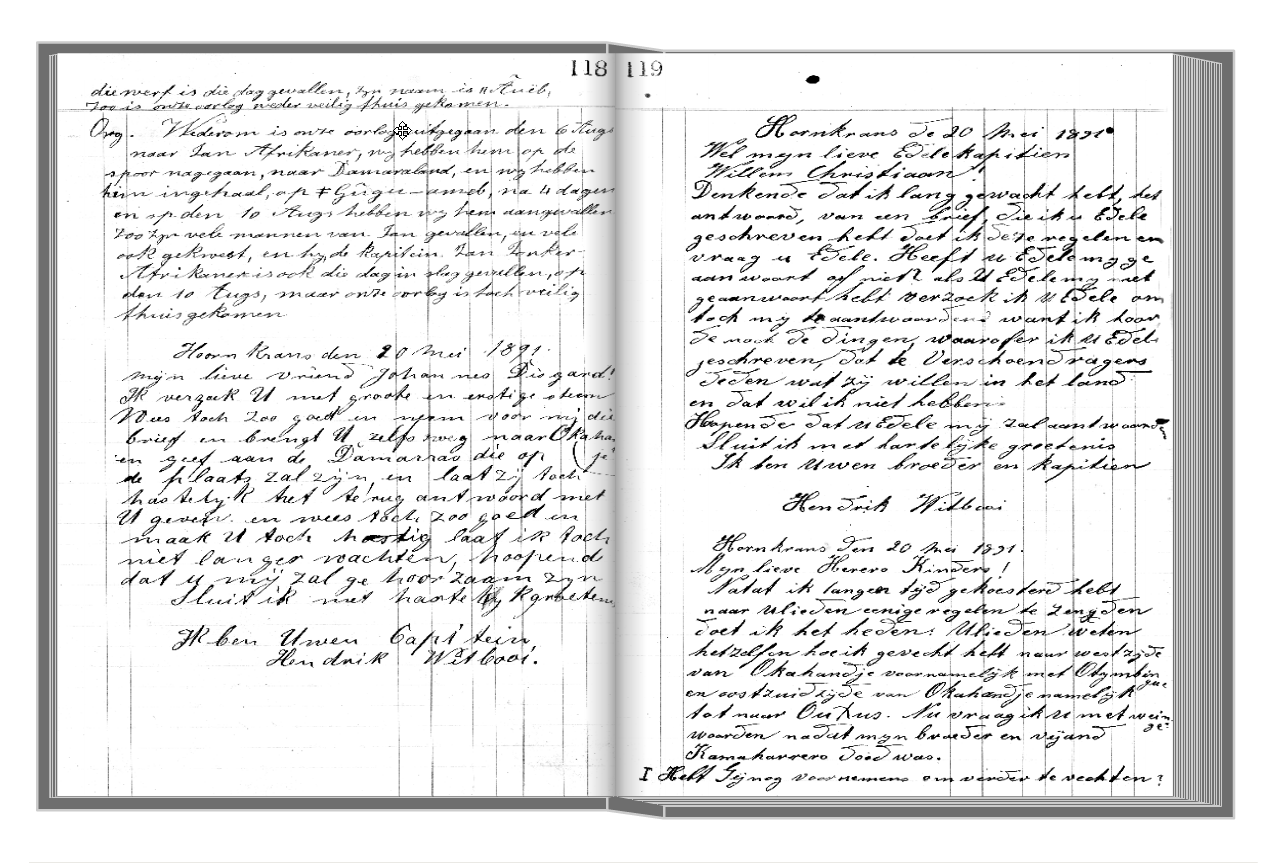
Scan aus Buch 1, 1891

Hendrik Witbooi führte ein Tagebuch, das jedoch weniger normale Tagebucheinträge enthielt als vor allem nach Datum geordnete Abschriften von Briefen, Verträgen und Sitzungsprotokollen. Die Einträge in kapholländischer Sprache (Afrikaans) wurden von Sekretären Witboois niedergeschrieben, weil Witbooi selber durch den Verlust eines Daumens in einem Gefecht schlecht schreiben konnte.
Ein erstes Buch reicht von 1884 bis zum Massaker von Hornkranz 1893, bei dem Witbooi fliehen musste. Dabei geriet das Buch in die Hände der Deutschen und wurde nach Windhoek gebracht, wo es bis 1925 in einer Kiste lagerte. Seit 1948 befindet es sich im Nationalarchiv von Namibia in Windhoek. Zwei weitere Bücher umfassen die Zeit von 1893 bis 1901. Sie wurden von einem deutschen Kaufmann gefunden und 1934 zusammen mit mehreren Einzeldokumenten, vor allem Briefen, an das Übersee-Museum in Bremen verkauft. Dort wurden die Bücher restauriert und 1996 zusammen mit den Einzeldokumenten an das Nationalarchiv von Namibia übergeben. Ein viertes (und möglicherweise letztes) Buch soll 1904 in die Hände der deutschen Schutztruppe gelangt sein. Von seinem Verbleib ist nichts bekannt, lediglich einige in Privatbesitz befindliche Seiten scheinen daraus zu stammen. Möglicherweise wurde es auseinandergenommen und die Einzelblätter als Kriegsandenken unter den Soldaten verteilt.

## Inhalt
Auch wenn die Bücher in der deutschsprachigen Literatur meist als „Tagebücher“ bezeichnet werden (im Englischen werden sie meist "journals" genannt), sind eigentliche Tagebucheinträge dort selten. So finden sich in dem ersten Buch nur zwei Tagebucheinträge, der Rest besteht aus Kopien der Korrespondenz Hendrik Witboois. Es handelt sich dabei also eher um Briefkopierbücher als um Tagebücher.

## Form

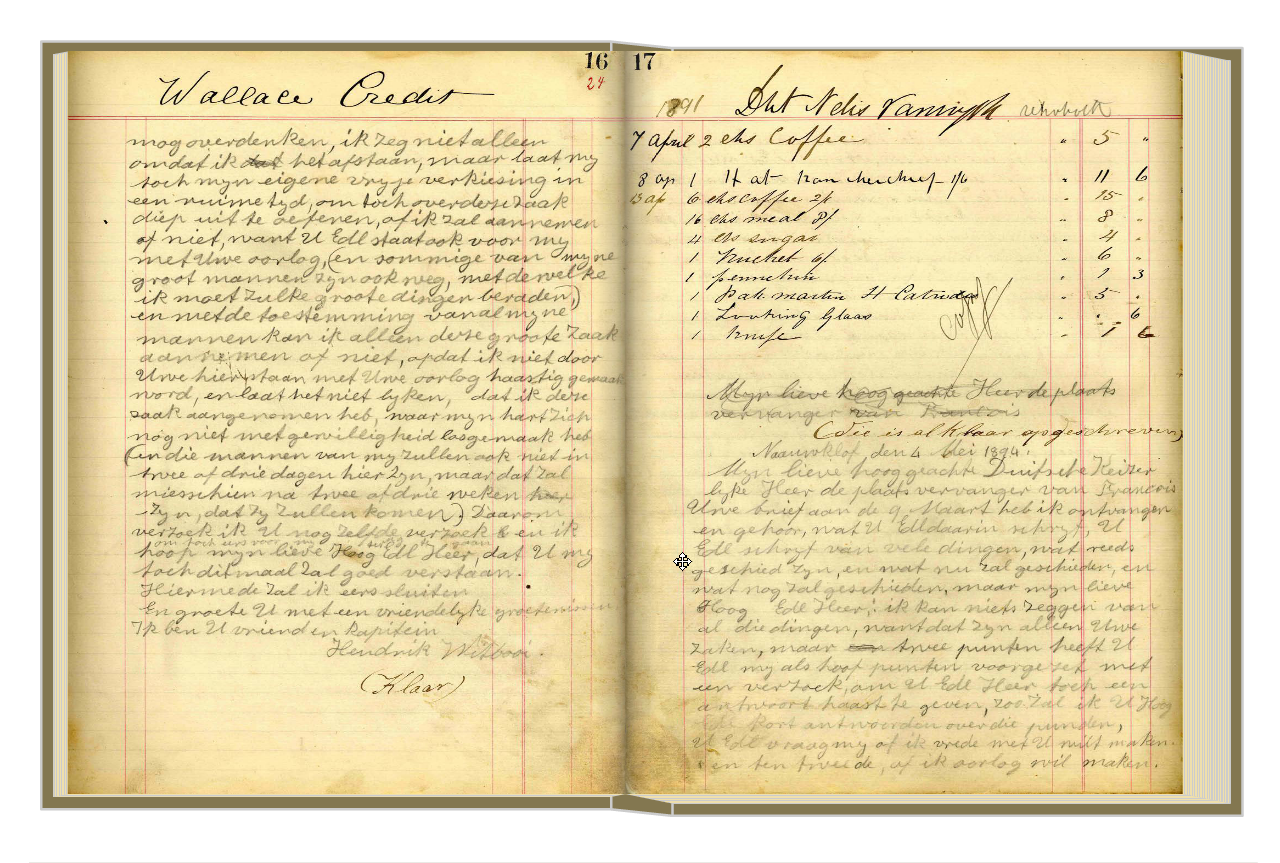
Scan aus Buch 2, 1894: Aufzeichnungen Witboois zwischen früheren Buchungseinträgen

Für das Eintragen seiner Aufzeichnungen verwendete Witbooi Buchhaltungsbücher aus hellgraublauem Papier. Die Zeilen darin sind mit blauen Linien markiert, die Spalten mit roten.
Buch 1 ist ein in Leder gebundener Band mit 366 durchnummerierten Seiten der Blattgröße 32,5 × 21 cm. Davon sind nur etwa die Hälfte beschriftet, und zwar die Seiten 12–23, 101–103, 110–120 und 128–291.
Buch 2 umfasst 84 Blätter, und Buch 3 umfasst 103 Blätter. Beide haben eine Blattgröße von 33 × 21 cm. Sie hatten ursprünglich einen Interimseinband, erhielten aber im Verlaufe ihrer Restaurierung einen Halbleineneinband. Vor ihrer Nutzung als Tagebücher waren diese zwei Bücher bereits als Buchhaltungsbücher genutzt worden. Die Einträge Witboois erfolgten an den freien Stellen, wo bislang keine Buchungen eingetragen waren.

## Aufbewahrung
Die drei ersten Tagebücher und mehrere Einzeldokumente werden im Nationalarchiv von Namibia in Windhoek aufbewahrt. In dessen Neuerwerbungsliste (accession list) sind sie unter den Zugangsnummern A2 und A650 registriert. Dabei umfasst A2 das seit 1948 im Besitz des Nationalarchivs befindliche Tagebuch 1, A650 die Tagebücher 2 und 3 sowie mehrere Einzelstücke, darunter Briefe, Fotografien und Postkarten. Weitere Schriften Witboois sind über mehrere Zugangsnummern des Nationalarchivs verstreut oder befinden sich in Akten deutscher Behörden.
Die Originale von A2 und A650 werden im Safe aufbewahrt, die über weitere Zugangsnummern des Nationalarchivs verstreuten Schriften sollen aufgespürt und in den Safe verbracht werden. Benutzern des Archivs steht A2 in Form von Fotokopien zur Verfügung, A650 als Mikrofilm. Digitalisate der Tagebücher und Briefe stehen auf der Website des Digital Namibian Archive zur Verfügung, einer Kooperation zwischen der Namibia University of Science and Technology, der Utah Valley University und dem Nationalarchiv von Namibia.
Die bislang bekannt gewordenen Teile des Tagebuchs 4 befinden sich in Privatbesitz, das Nationalarchiv von Namibia ist lediglich im Besitz von Kopien. Ob darüber hinaus weitere Teile des Tagebuchs 4 erhalten sind und wo sie verblieben sind, ist unbekannt.

## Veröffentlichungen
Der in den Tagebücher umfasste Zeitraum von 1884 bis 1904 ist für die Geschichte Namibias von besonderer Bedeutung. Er reicht von den Anfängen der Kolonialisierung bis zur vollständige Kontrolle durch die Kolonialmacht. Daher wurde bald nach dem Bekanntwerden des ersten Tagebuchs Witboois dessen historische Bedeutung erkannt. 1929 wurde sein Inhalt erstmals in der Originalsprache veröffentlicht. Eine in den 1930er Jahren angefertigte deutsche Übersetzung bildete die Grundlage für Veröffentlichungen auf Deutsch (Berlin 1982) und Englisch (Boston 1984).
1989 veröffentlichte das Nationalarchiv von Namibia die erste authentische Übersetzung des ersten Tagebuchs Witboois aus dem Original ins Englische. 1995 erschien eine erweiterte und revidierte Auflage, in der auch Teile des zweiten und dritten Tagebuchs enthalten waren. Sie enthält auch Annotationen des Textes von der in Namibia lebenden Historikerin Brigitte Lau, die von 1991 bis 1996 Leiterin des Nationalarchivs von Namibia war. Brigitte Lau stellt dabei die Bedeutung der Tagebücher heraus:

„Kaum ein afrikanischer Stammesführer hat im 19. Jahrhundert seine Erlebnisse, Ansichten, Treffen und Abmachungen schriftlich festgehalten oder gar von seiner Korrespondenz Abschriften anfertigen lassen. Der wirtschaftliche und politische Werdegang Hendrik Witboois und sein Kampf gegen die kaiserliche Kolonialmacht im damaligen Deutsch-Südwestafrika können anhand seiner Schriften nachvollzogen werden.“

## Weltdokumentenerbe
2004 nominierte das Nationalarchiv von Namibia bei der UNESCO im Rahmen des UNESCO-Programms Memory of the World die in seinem Besitz befindlichen drei Tagebücher Witboois und weitere Einzeldokumente für das Weltdokumentenerbe. 2005 entschied der Generaldirektor des UNESCO-Sekretariats, die Tagebücher und Briefe von Hendrik Witbooi in das Weltdokumentenerbe aufzunehmen. Zur Würdigung der herausragenden Bedeutung der Tagebücher wurde angeführt:

„Witboois Einsichten in die Natur des Kolonialismus und den grundlegenden Unterschied zwischen dem Konflikt mit afrikanischen Konkurrenten und mit europäischen Invasoren, seine Versuche, afrikanische Rechtskonzepte zu formulieren, und die visionäre und poetische Kraft einiger seiner Texte sind die Merkmale, die seine Briefe auszeichnen und sie über den Großteil der zeitgenössischen und früheren afrikanischen Texte des gleichen Genres hinausheben. Die Texte enthalten die wahrscheinlich erste schriftliche Formulierung des Konzepts des Panafrikanismus.“

Tagebücher und Briefe von Hendrik Witbooi sind bislang (Stand 2019) das einzige Weltdokumentenerbe Namibias.